# The North Face
The North Face (рус. Северный склон) — американская компания, специализирующаяся на производстве технологичной спортивной, горной одежды, туристического инвентаря. Продукция предназначается для альпинистов, скалолазов, туристов и людей, ведущих активный образ жизни. Логотип компании вдохновлен скалой Хаф-Доум в национальном парке Йосемити. С 2000 года принадлежит VF Corporation.

## История
Компания была основана в 1968 году Дугласом Томпкинсом и Диком Клоппом, открывшими в Сан-Франциско магазин спортивной направленности. Выбор названия (переводится как «северный склон») связан с тем, что в Северном полушарии именно северный склон горы — самый трудный для восхождения.
Компания производит верхнюю одежду, одежду для лыжников, рюкзаки, палатки, спальники, обувь и другое снаряжение. К концу 1990-х одежда The North Face стала популярной в субкультуре рэперов, в первую очередь в Нью-Йорке; с ростом популярности этой субкультуры росли спрос на одежду и цены на неё. В 2005 году носители одежды с узнаваемым логотипом компании стали мишенями грабителей в округе Принс-Джордж, Виргиния. Похожая тенденция наблюдалась в Южной Корее в начале 2010-х годов, где одежда The North Face стала символом статуса, в результате чего над детьми, носившими её, издевались или крали их одежду.
В декабре 2015 года сооснователь марок одежды The North Face и Esprit американский миллиардер Дуглас Томпкинс погиб в Чили от переохлаждения. Томпкинс оказался в воде после того, как перевернулся его каяк. Пострадали также 5 человек, находившихся с ним. 72-летнего бизнесмена на вертолёте доставили в больницу, но по прибытии он был уже мертв. Томпкинс и его спутники занимались каякингом на озере Хенераль-Каррера в Патагонских Андах.